# Ctenobethylus goepperti
Ctenobethylus goepperti là một loài kiến trong họ Formicidae.